# Перевід
Переві́д — річка в Україні, в межах Прилуцького району Чернігівської області, Згурівського району Київської області та Пирятинського району Полтавської області. Права притока Удаю (басейн Дніпра).

## Опис

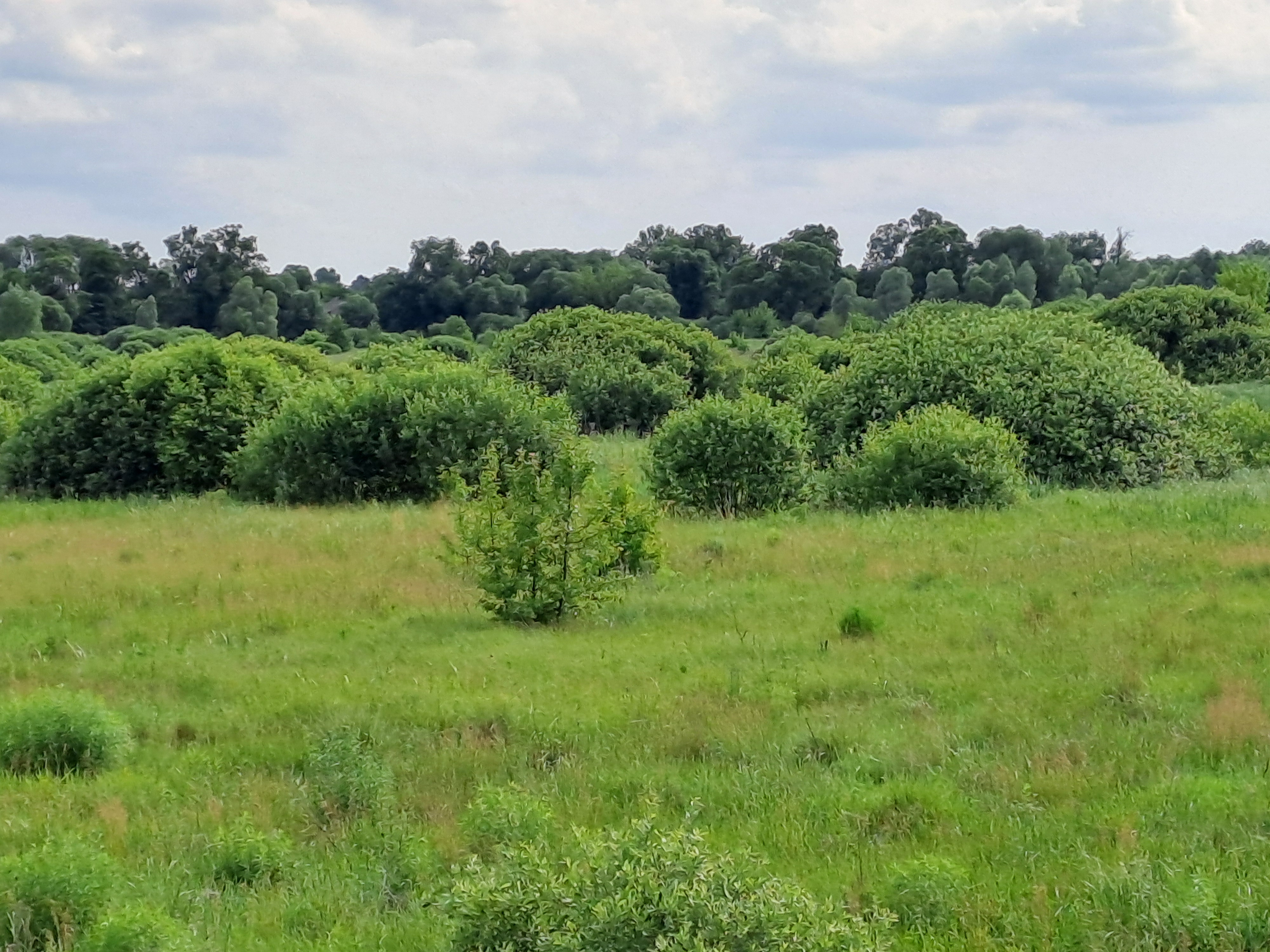
Долина річки Перевід на північ від села Калинів Міст, Пирятинський район, Полтавська область, Україна

Довжина річки 68 км, площа басейну 1260 км². Долина трапецієподібна, завширшки 2—4 км. Заплава двобічна, заболочена, завширшки від 400 м до 1 км (у нижній течії). Річище випрямлене, каналізоване, завширшки до 10 м (місцями до 15 м). Середній похил річки 0,38 м/км. Озер 8 км², боліт 4 км². Живлення мішане, переважно снігове і дощове. Середня багаторічна витрата води р. Перевід (с. Сасинівка) становить 1,27 м³/с. Середньорічна мінералізація води становить близько 785 мг/дм³. Споруджено кілька ставків. Використовують для господарсько-побутових потреб та зрошування.

## Розташування
Перевід бере початок у болотному масиві, на захід від села Погреби. Тече спершу на південь, далі — переважно на південний схід (місцями на схід). Впадає до Удаю на північний схід від села Калинів Міст, що на північ від міста Пирятина. 
Основна притока: Руда (ліва).

## Цікаві факти
- У долині річки розташований Березоворудський парк.
- На річці споруджено Березоворудське водосховище.
- Створені заказники: Болото Перевід, Гетьманщина-Свидок, Березоворудський, Сасинівський.

## Галерея

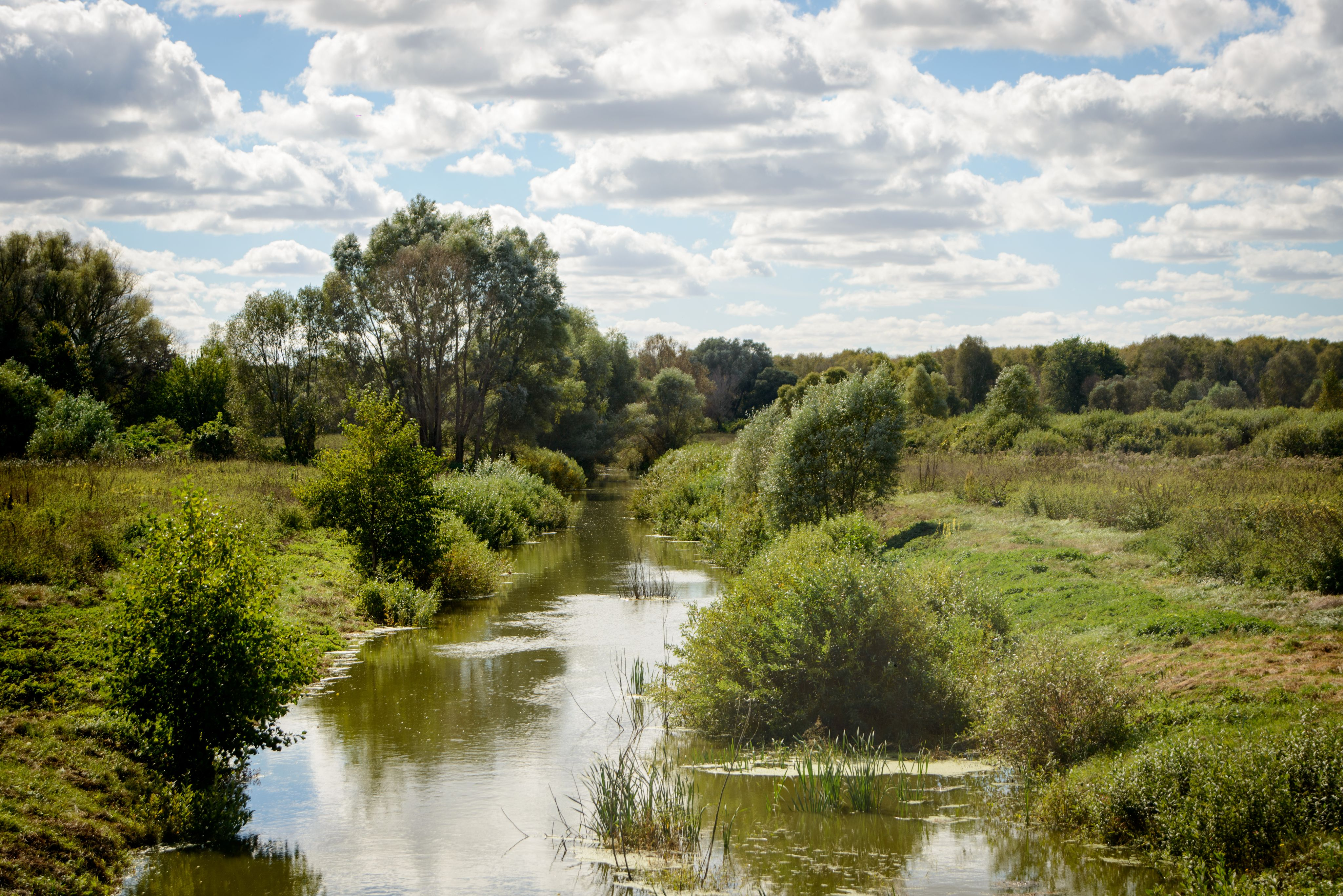
Біля с. Вечірки
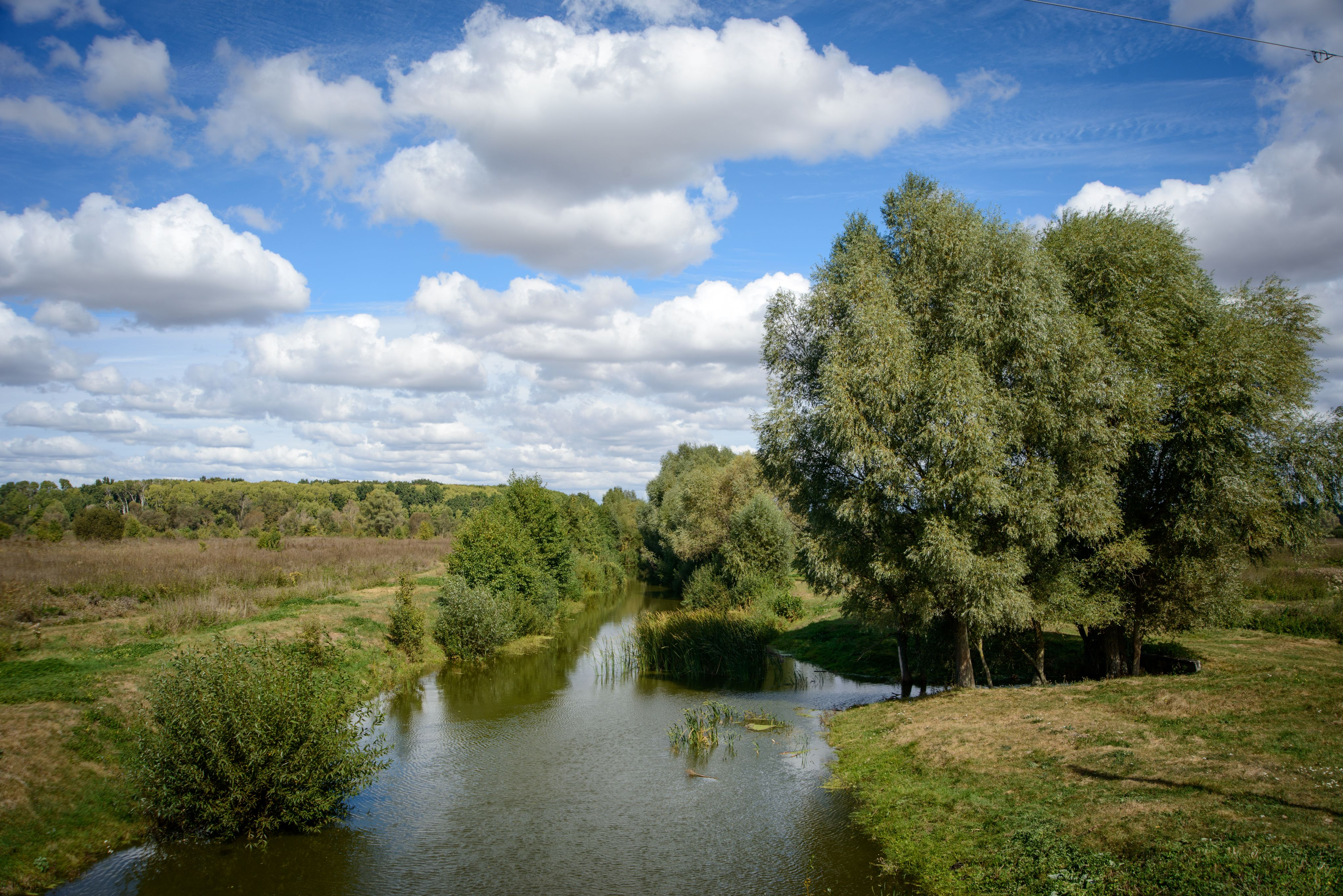
Біля с. Вечірки
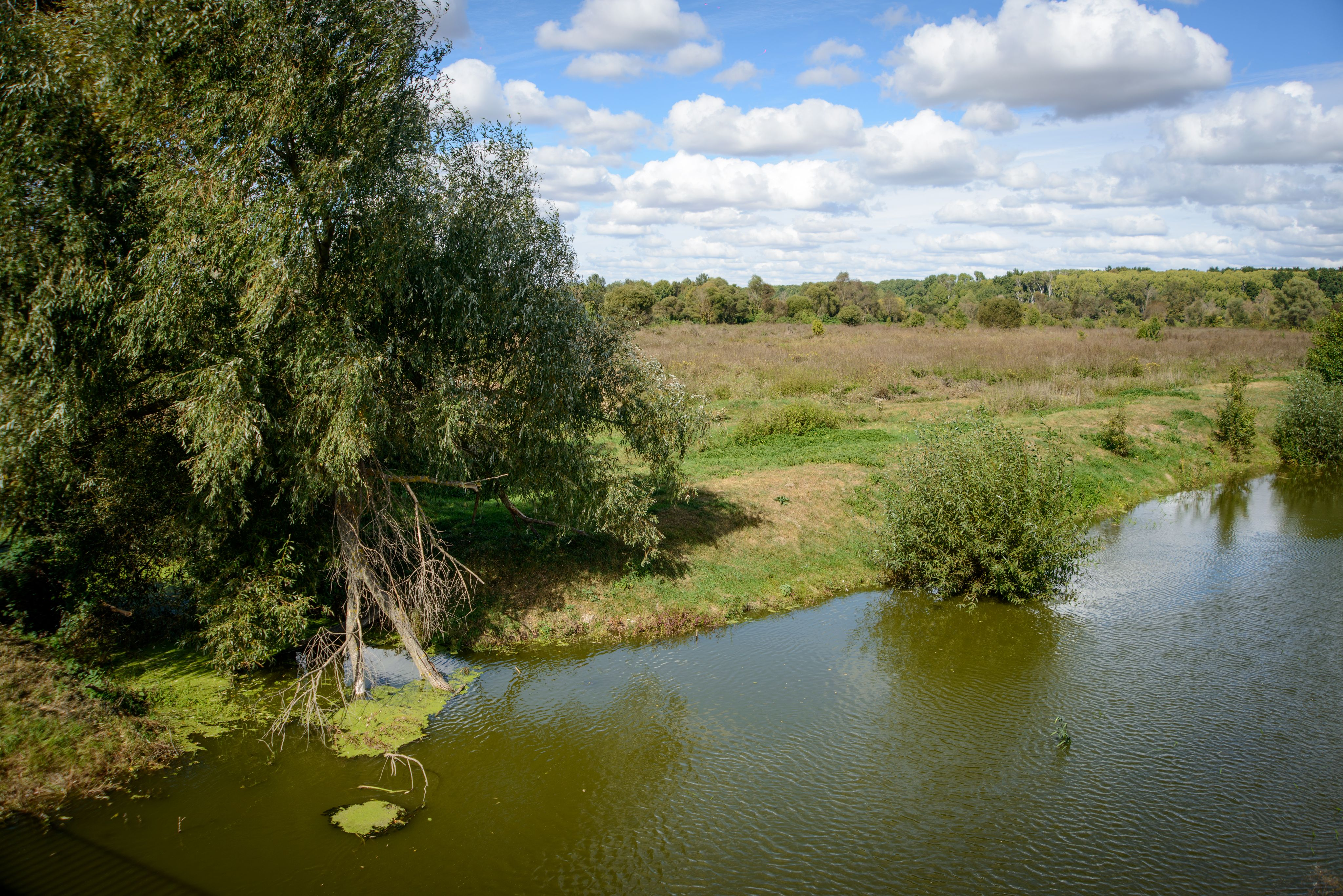
Біля с. Вечірки
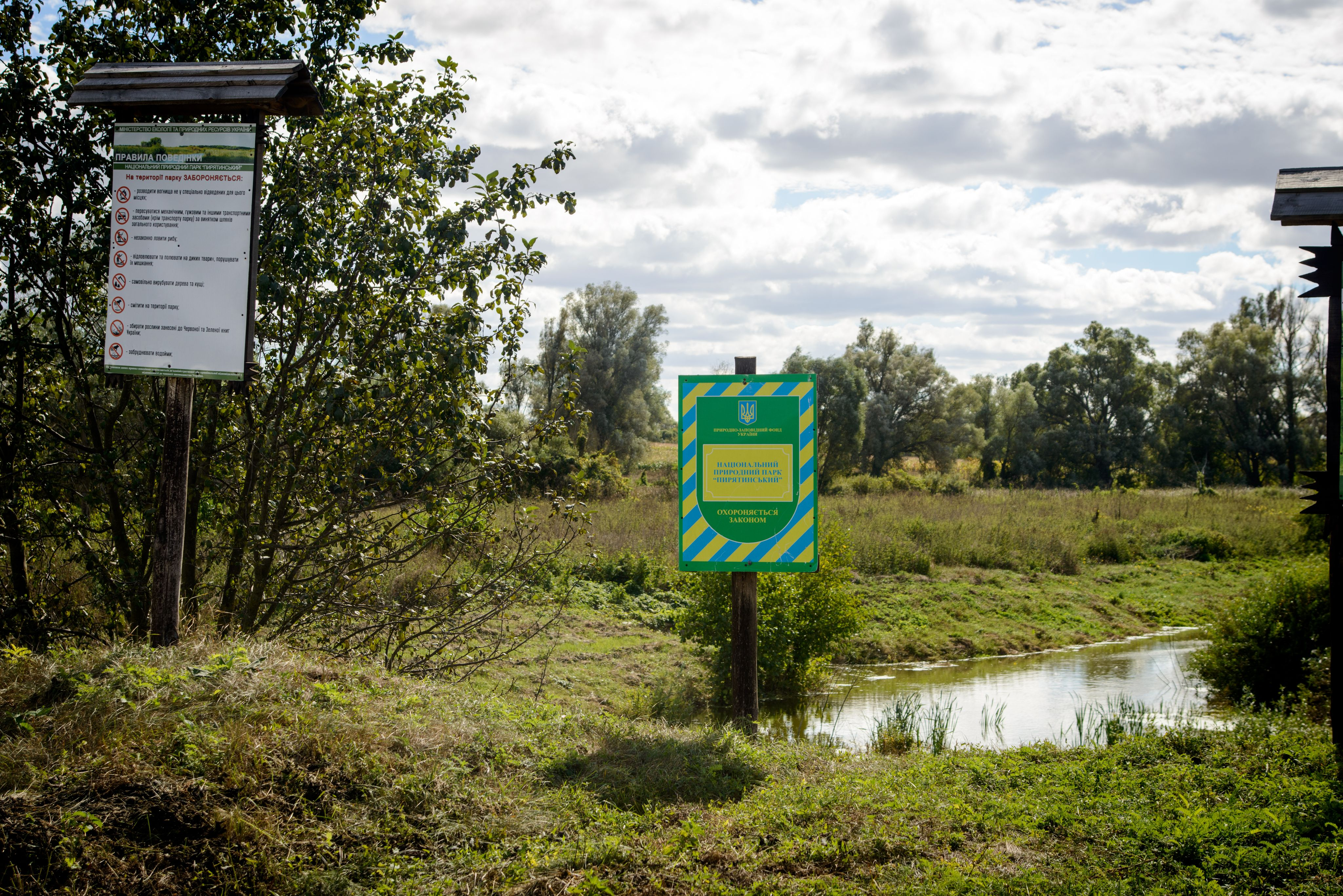
Біля с. Вечірки
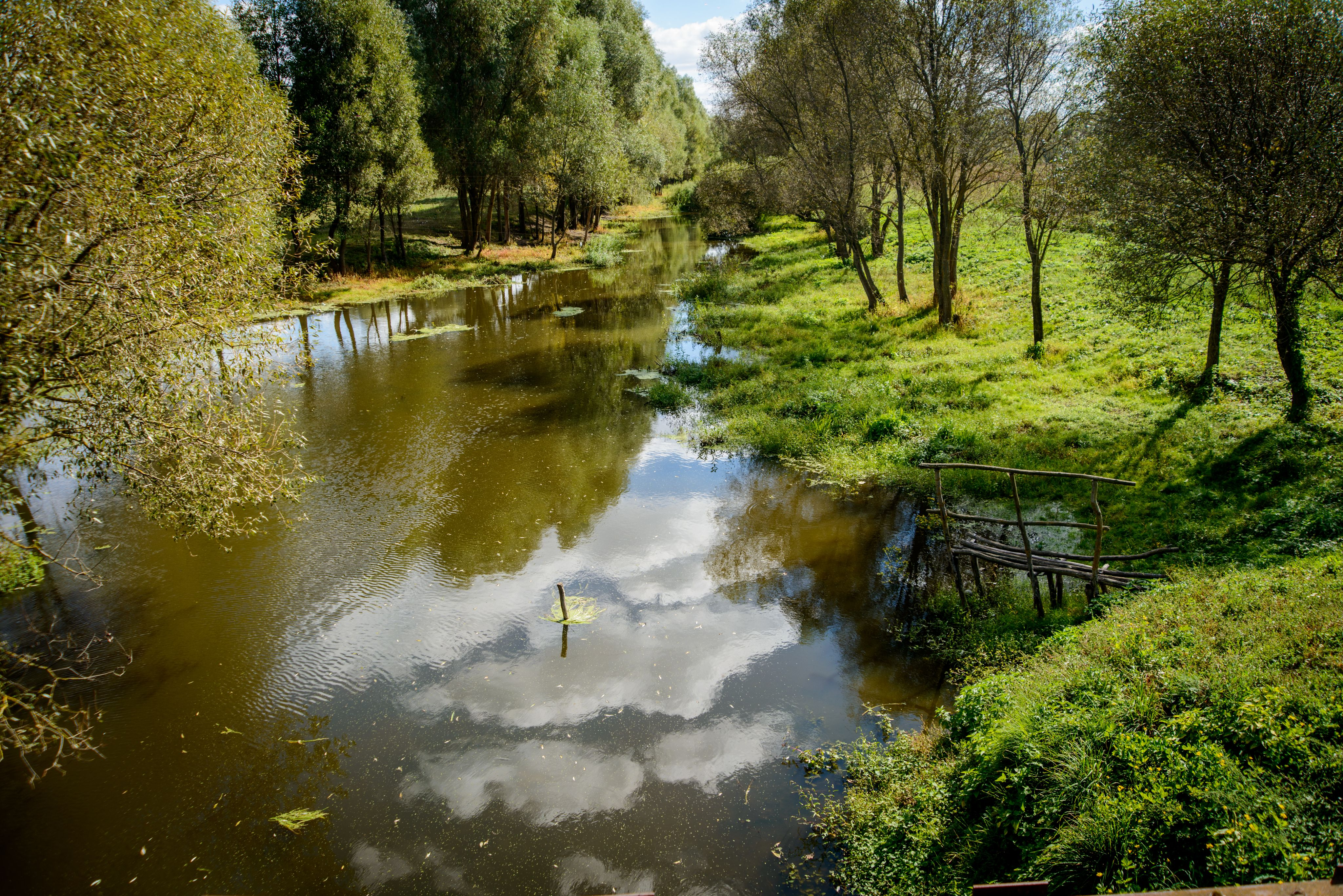
Біля с. Сасинівка
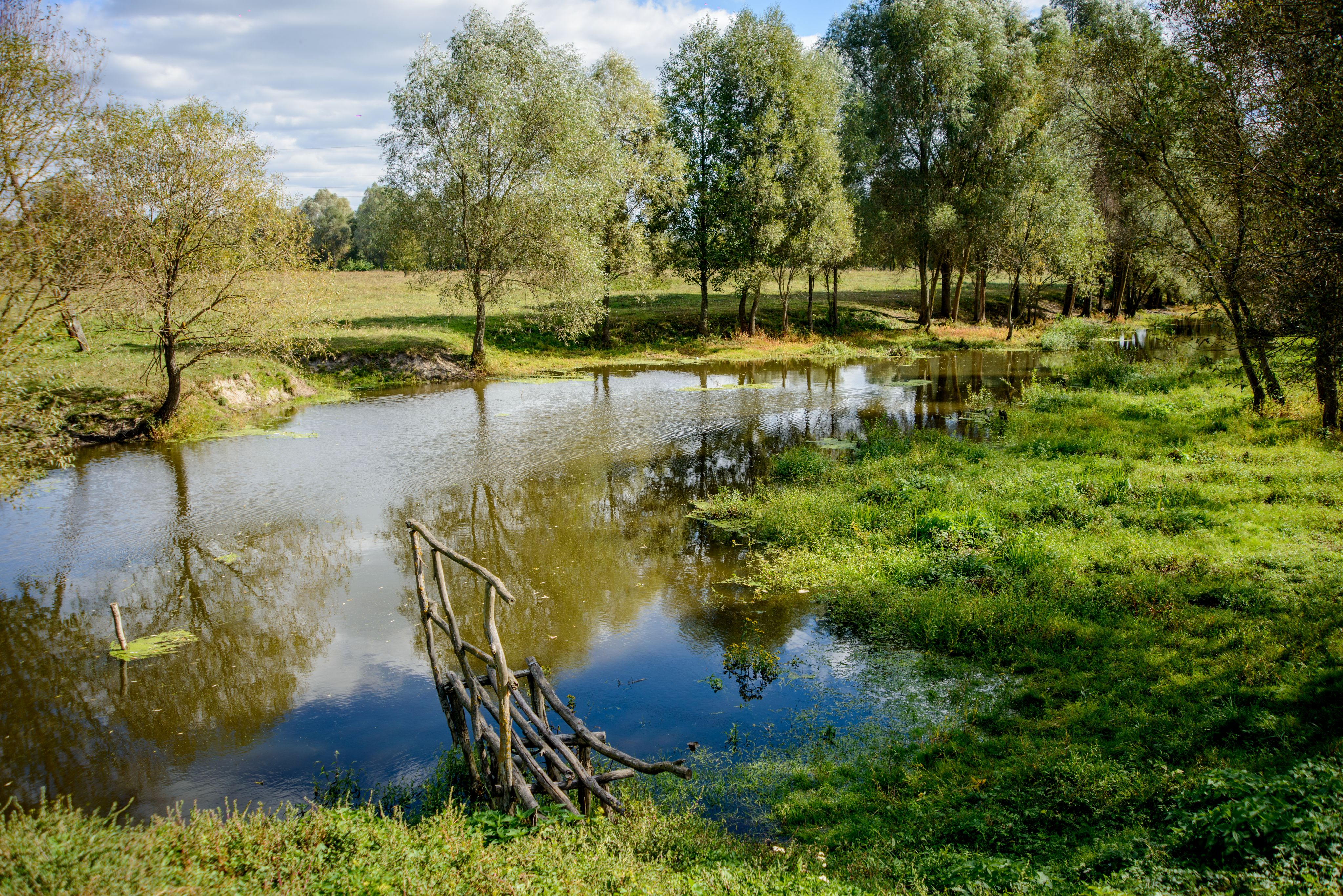
Біля с. Сасинівка
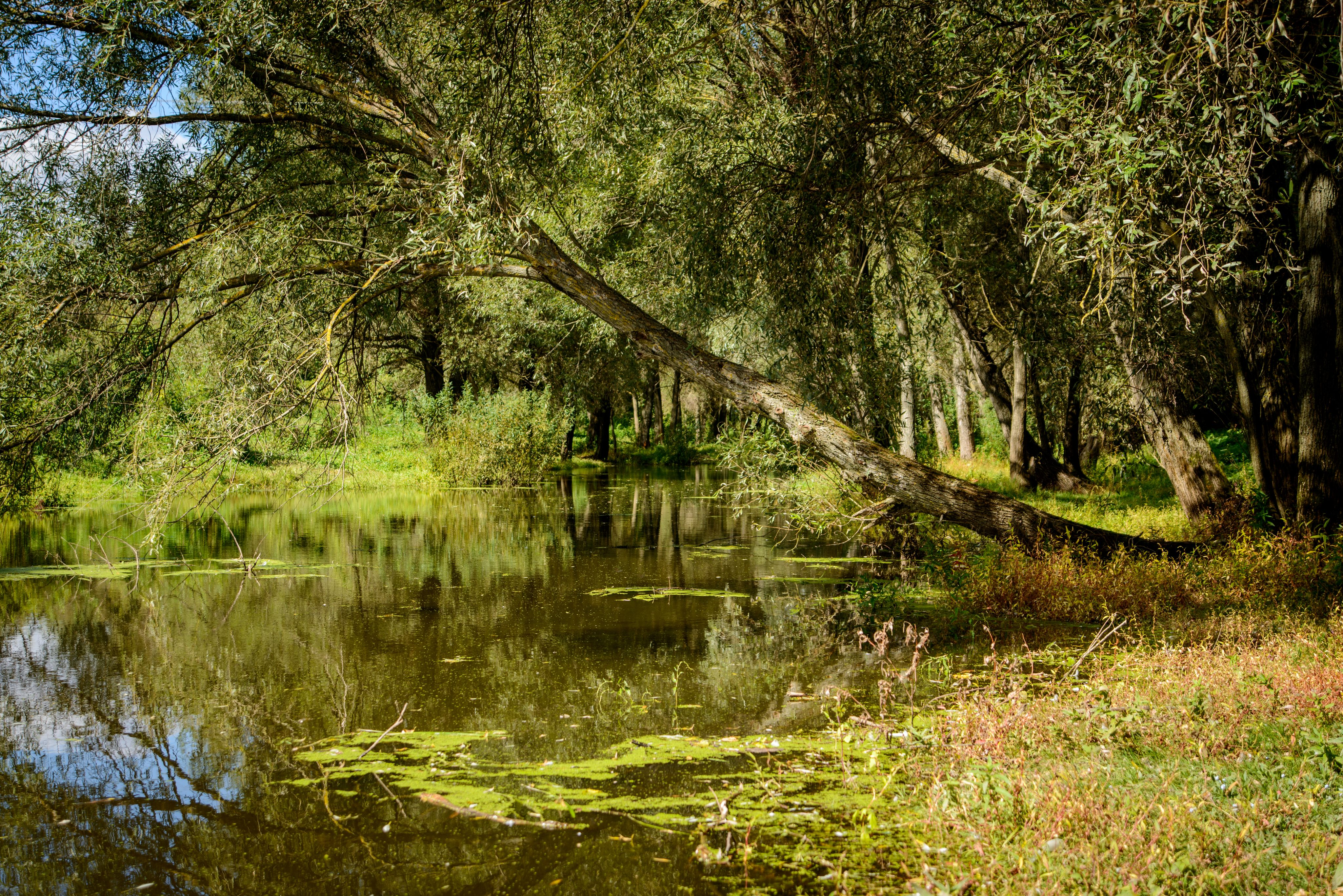
Біля с. Сасинівка
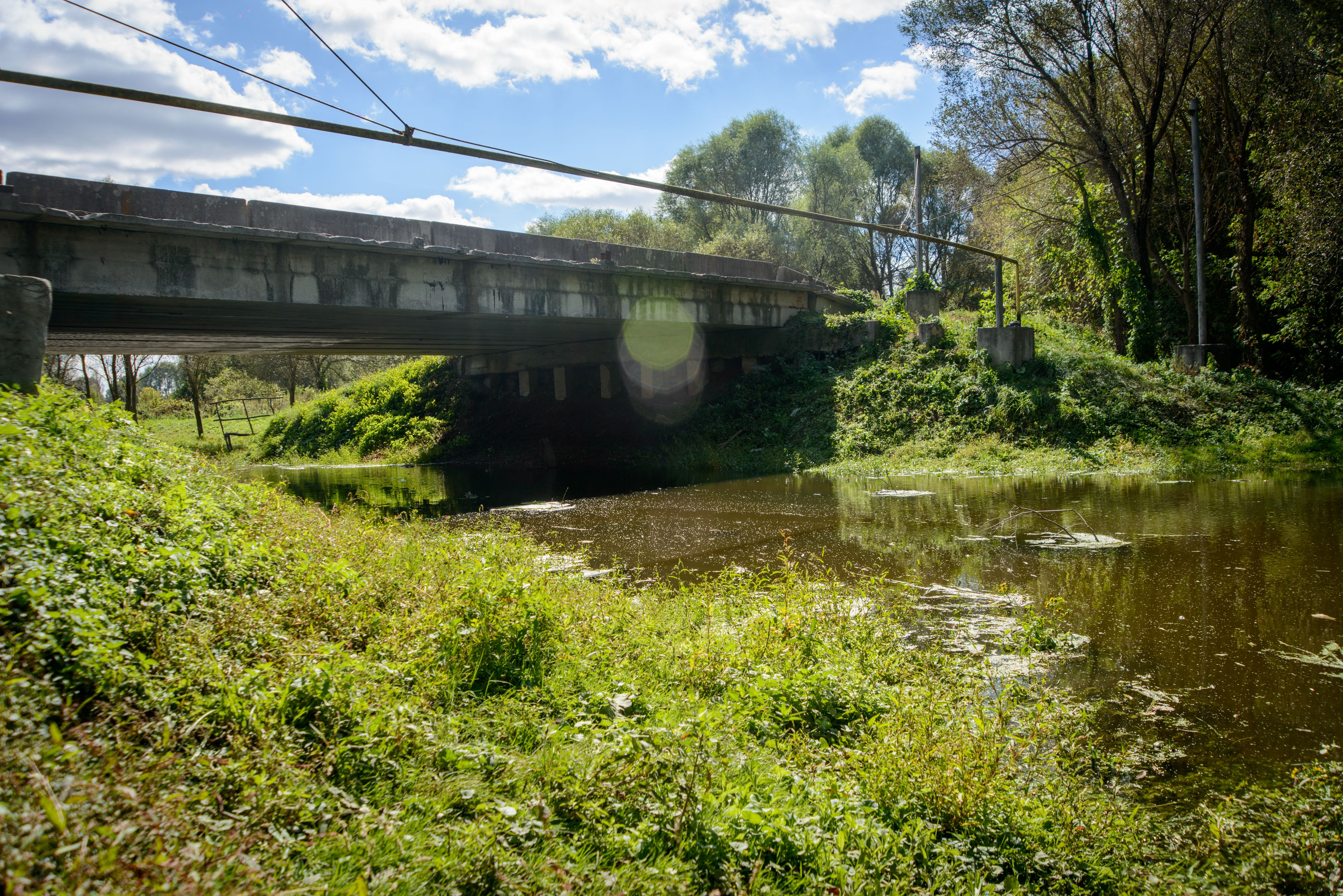
Біля с. Сасинівка
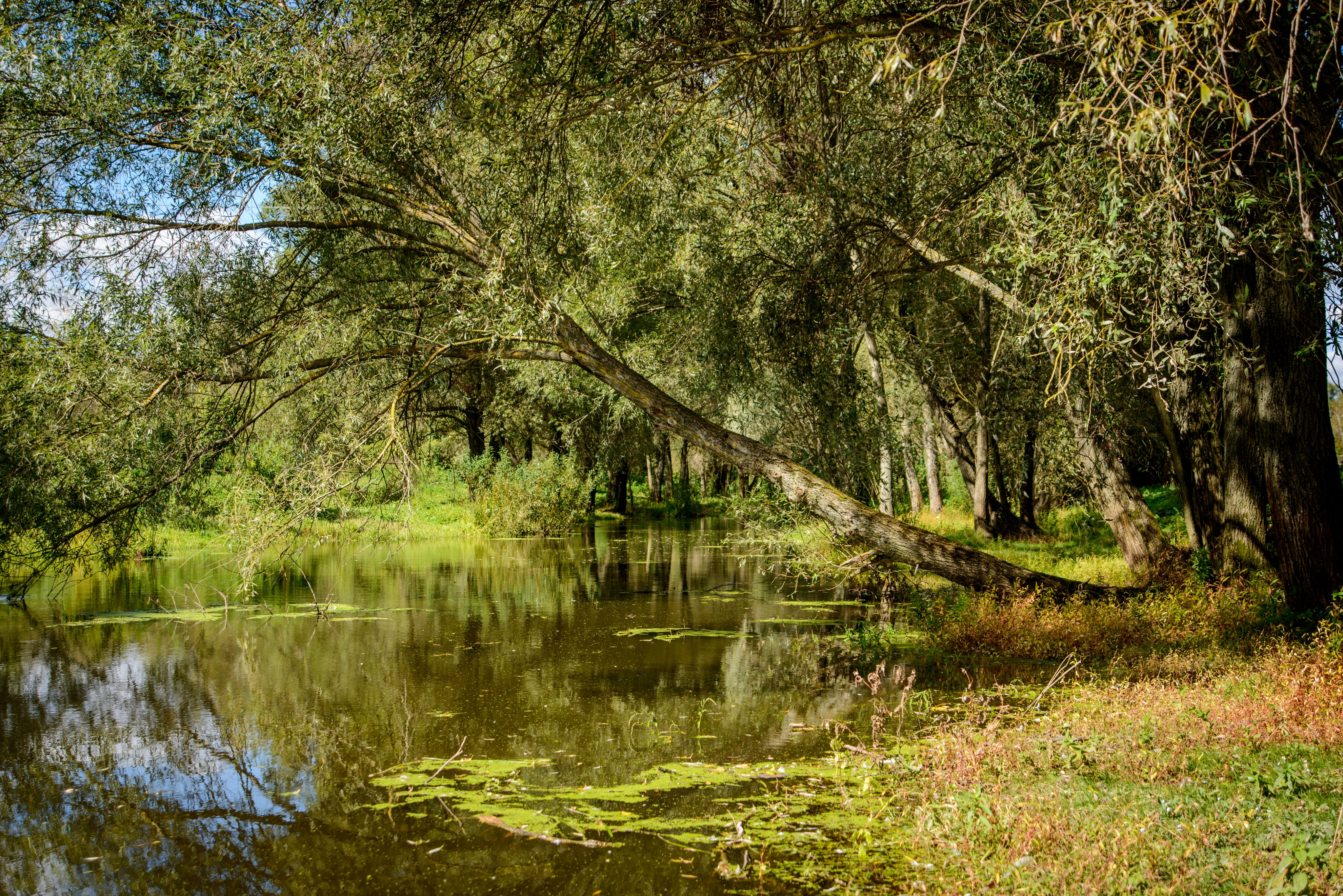
Біля с. Сасинівка
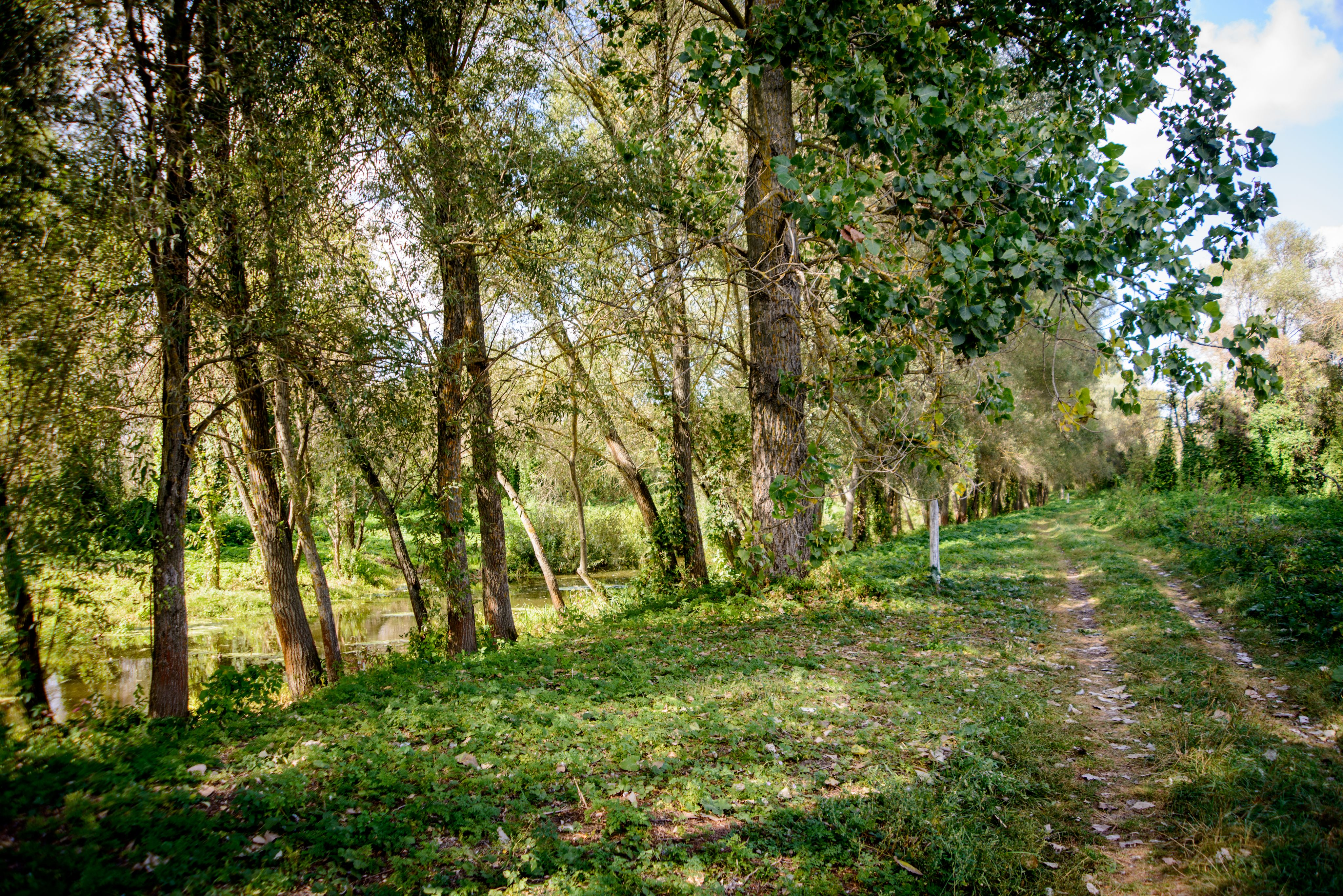
Біля с. Сасинівка
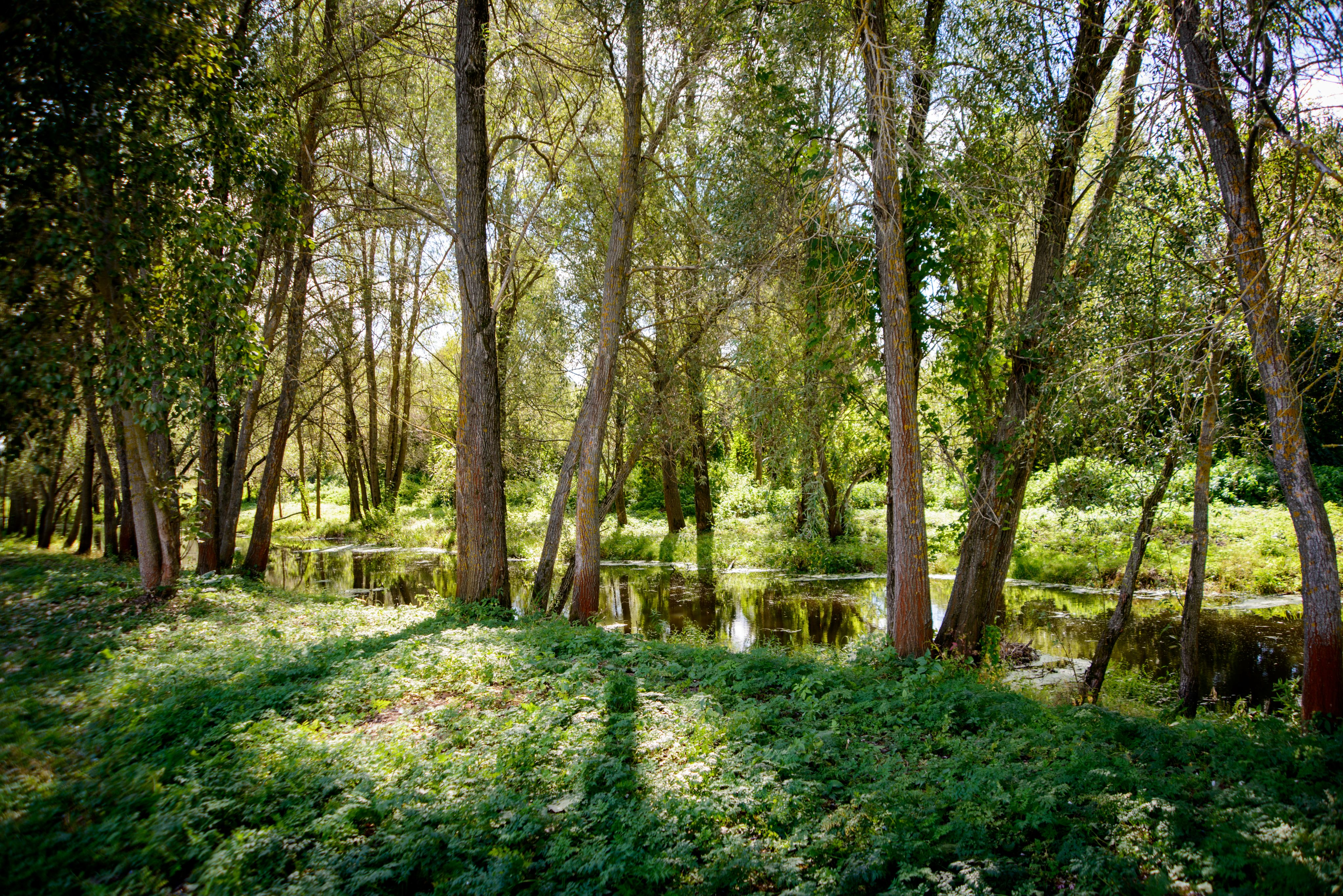
Біля с. Сасинівка
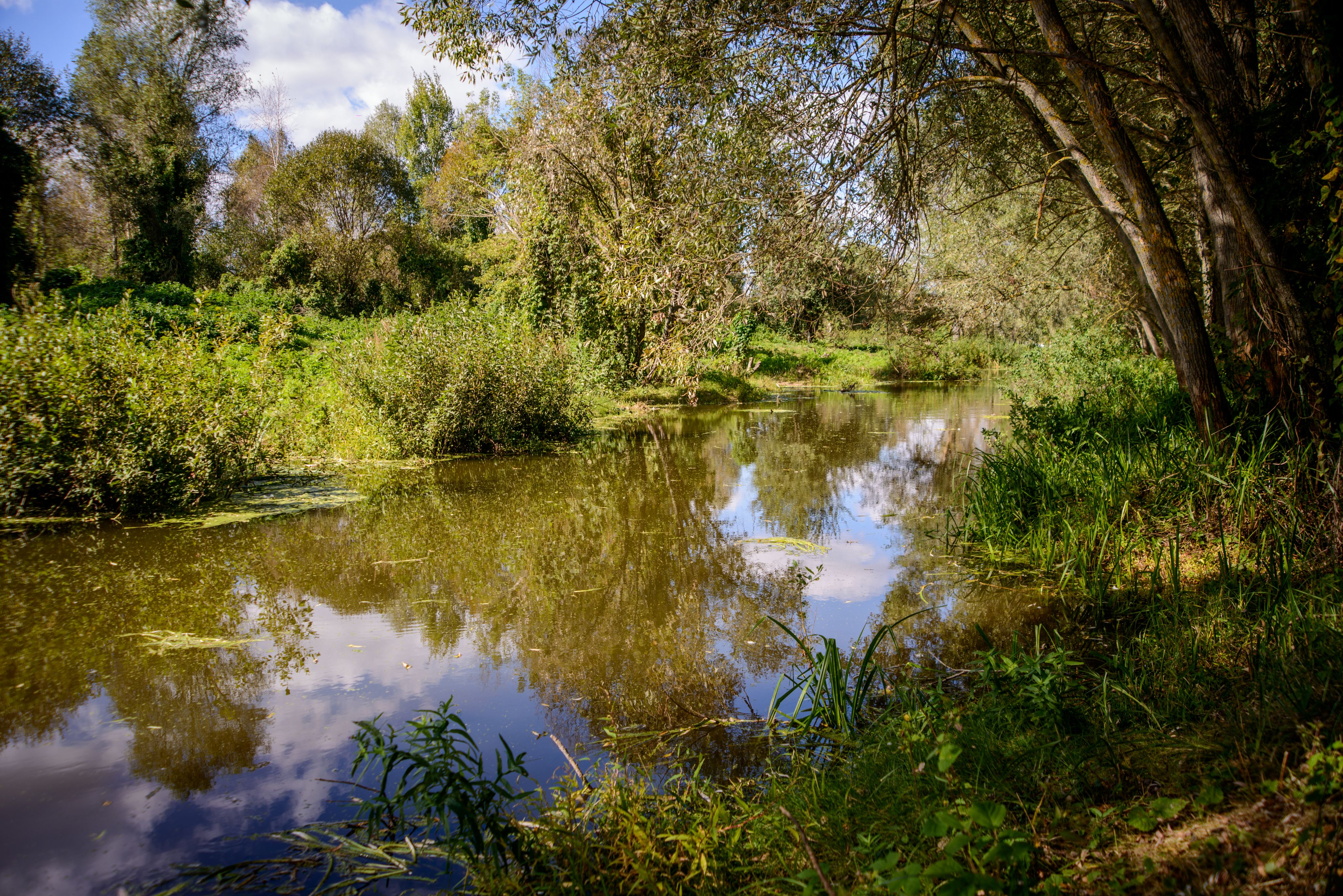
Біля с. Сасинівка
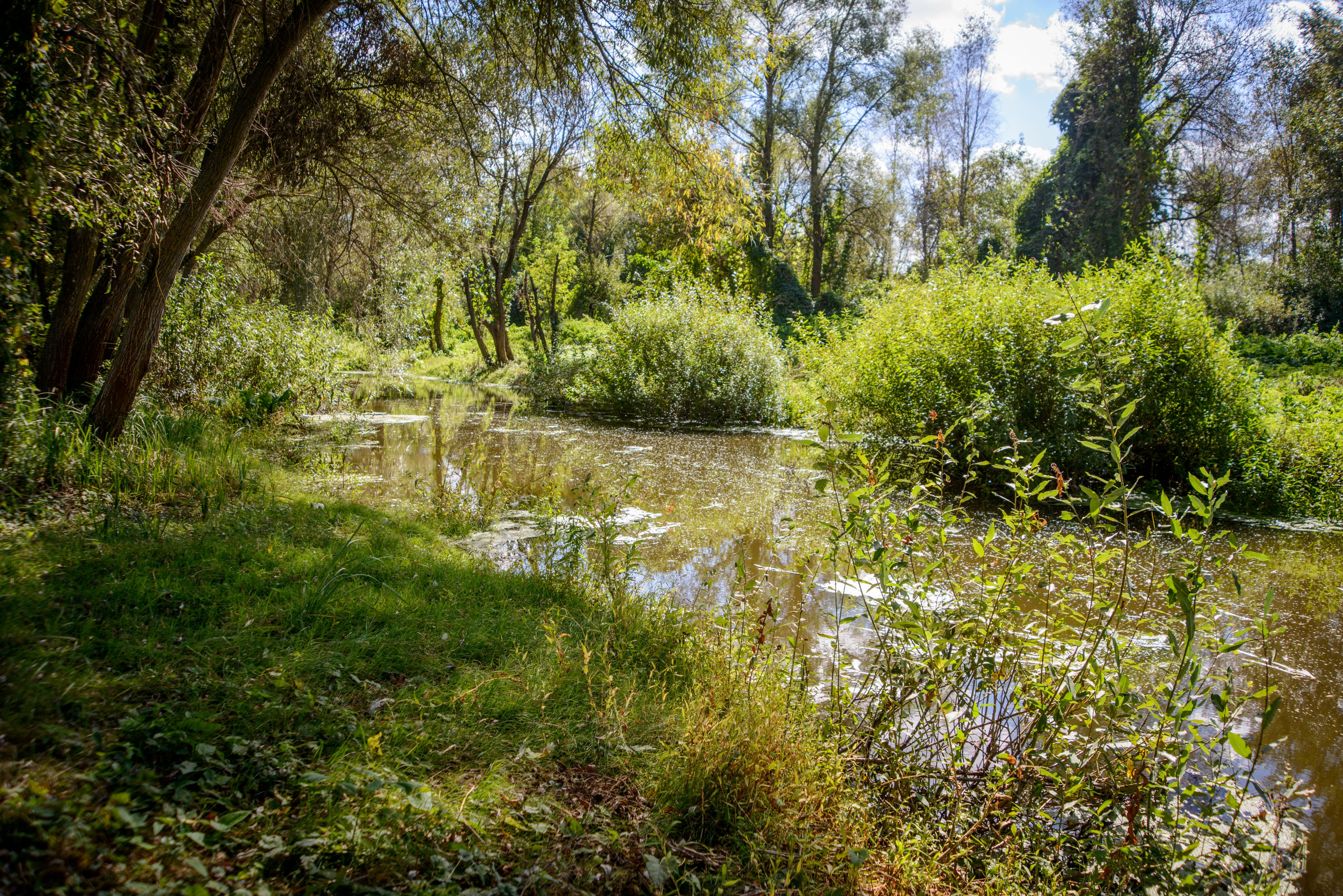
Біля с. Сасинівка
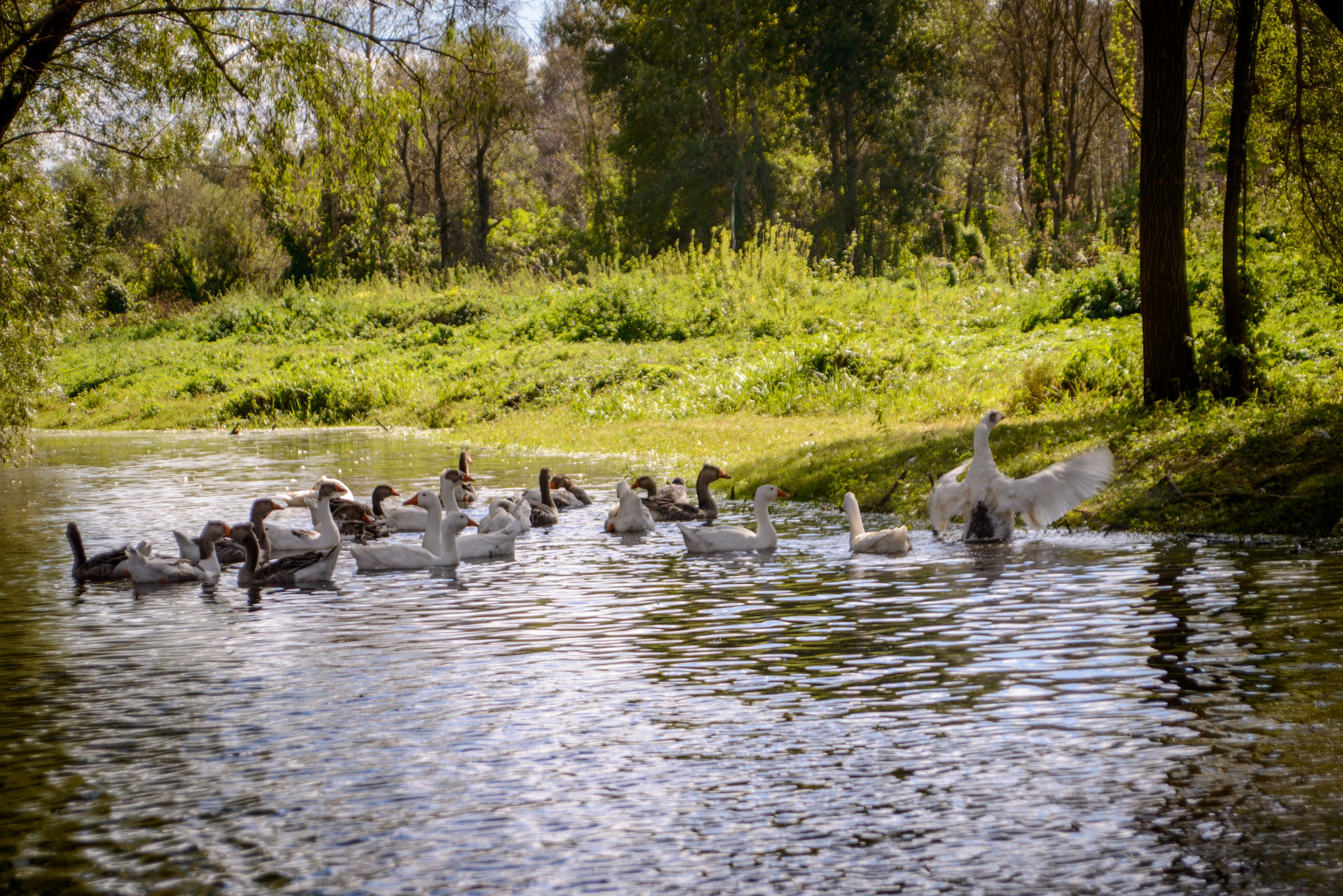
Біля с. Сасинівка
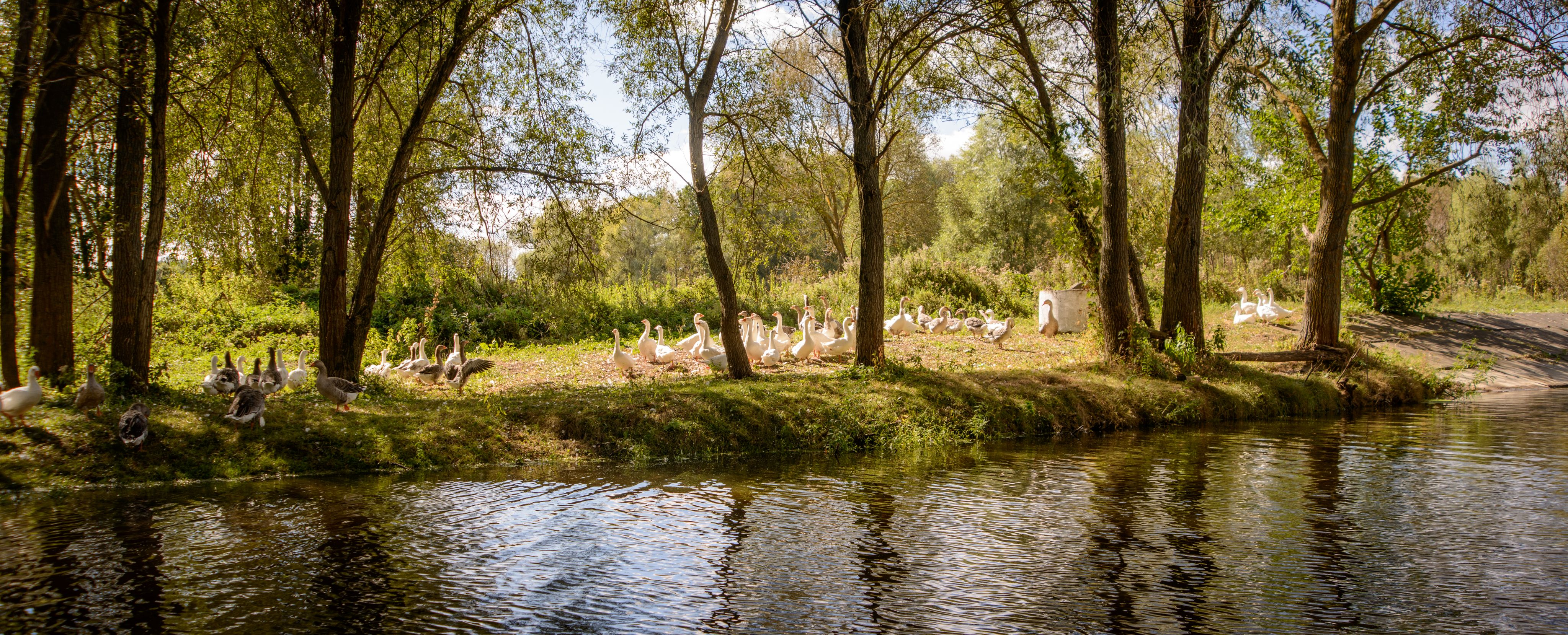
Біля с. Сасинівка
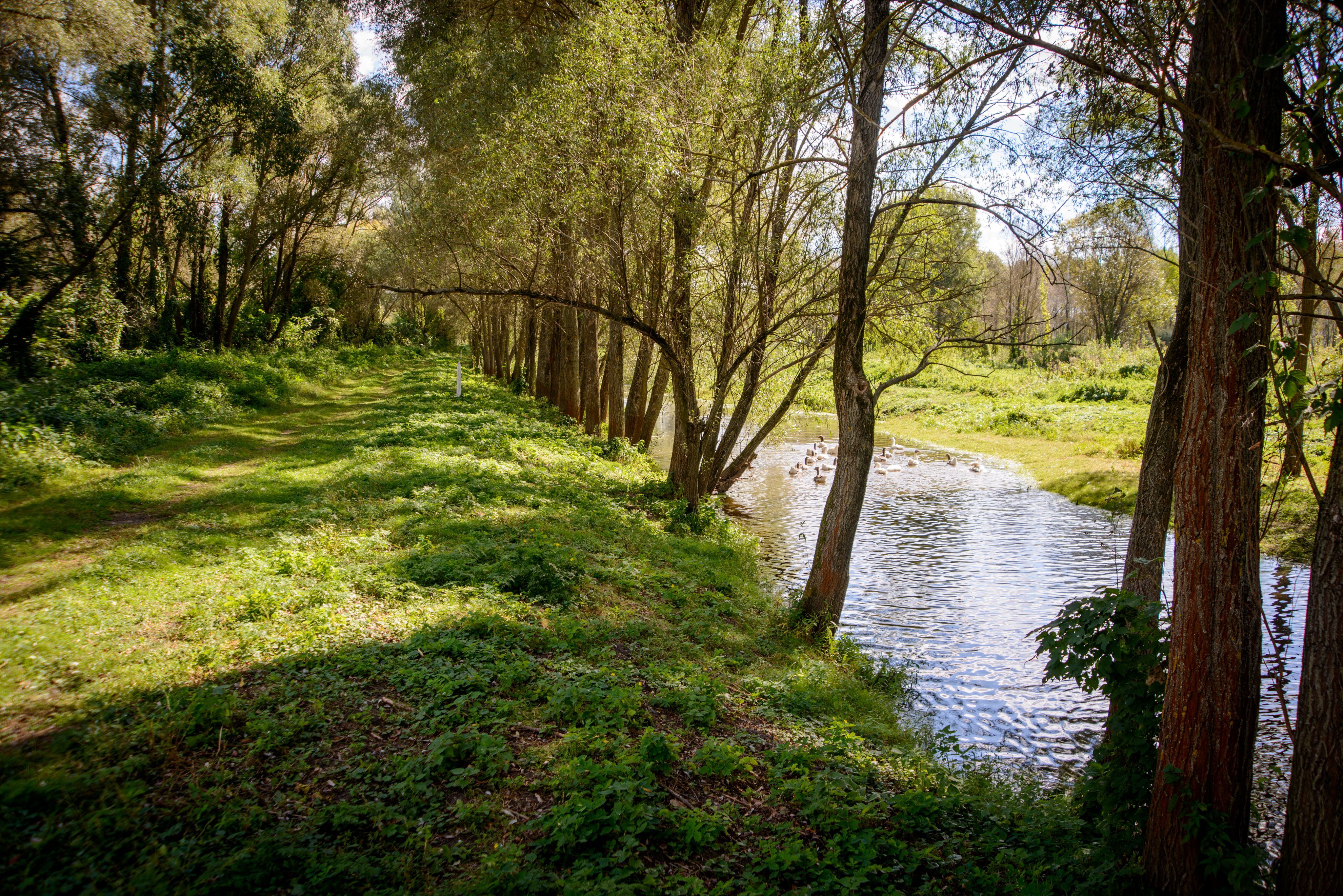
Біля с. Сасинівка
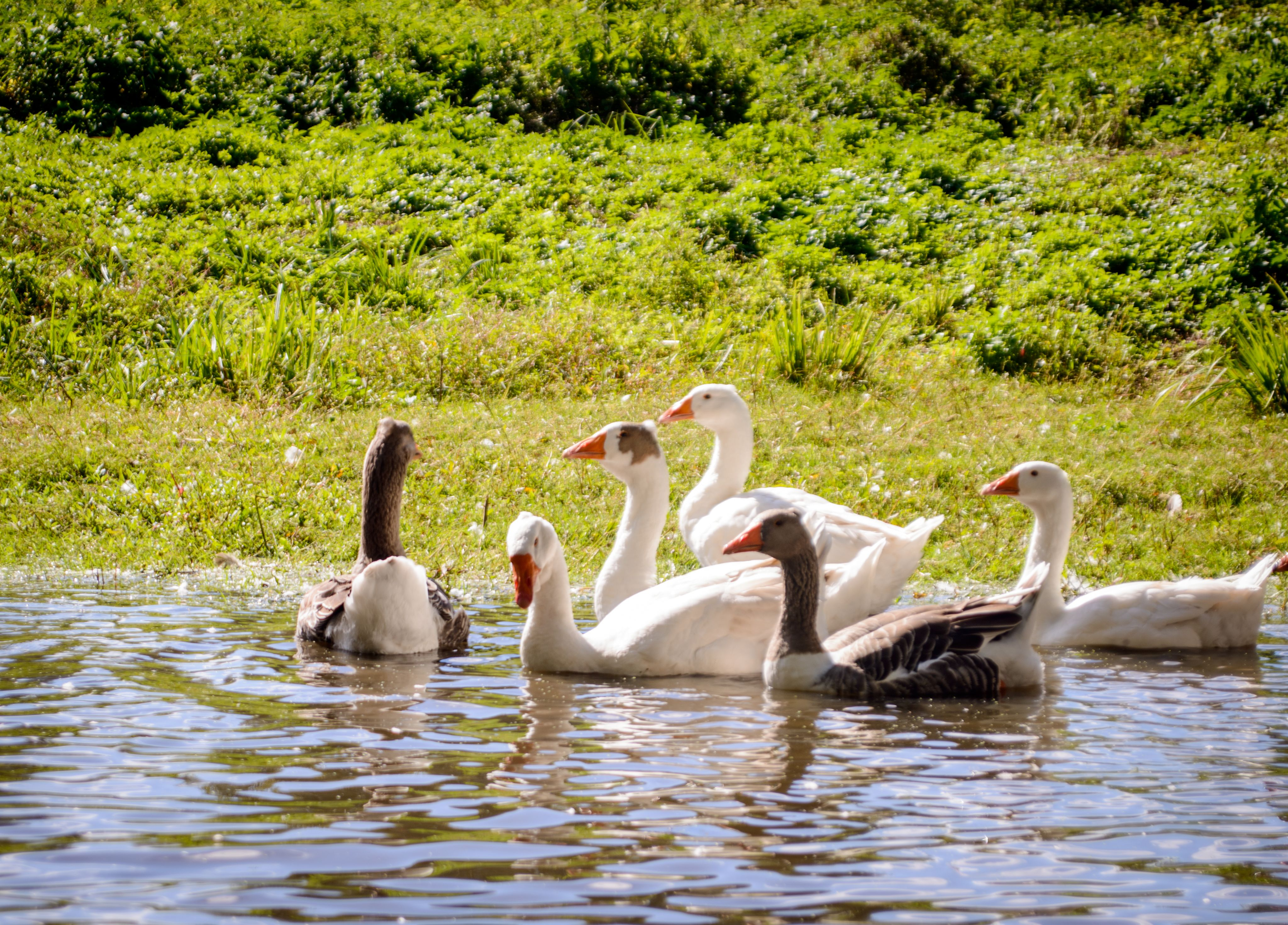
Біля с. Сасинівка
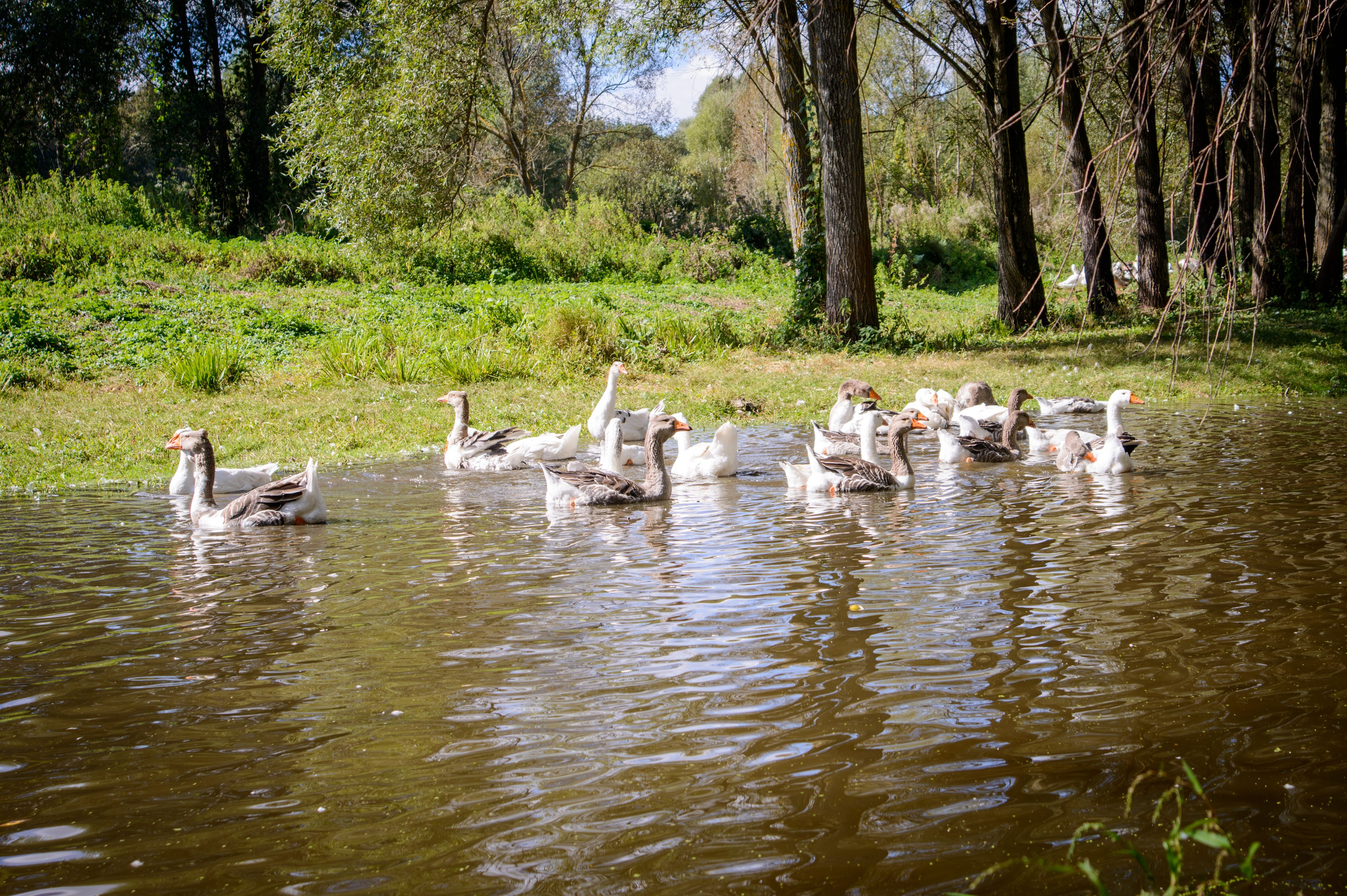
Біля с. Сасинівка
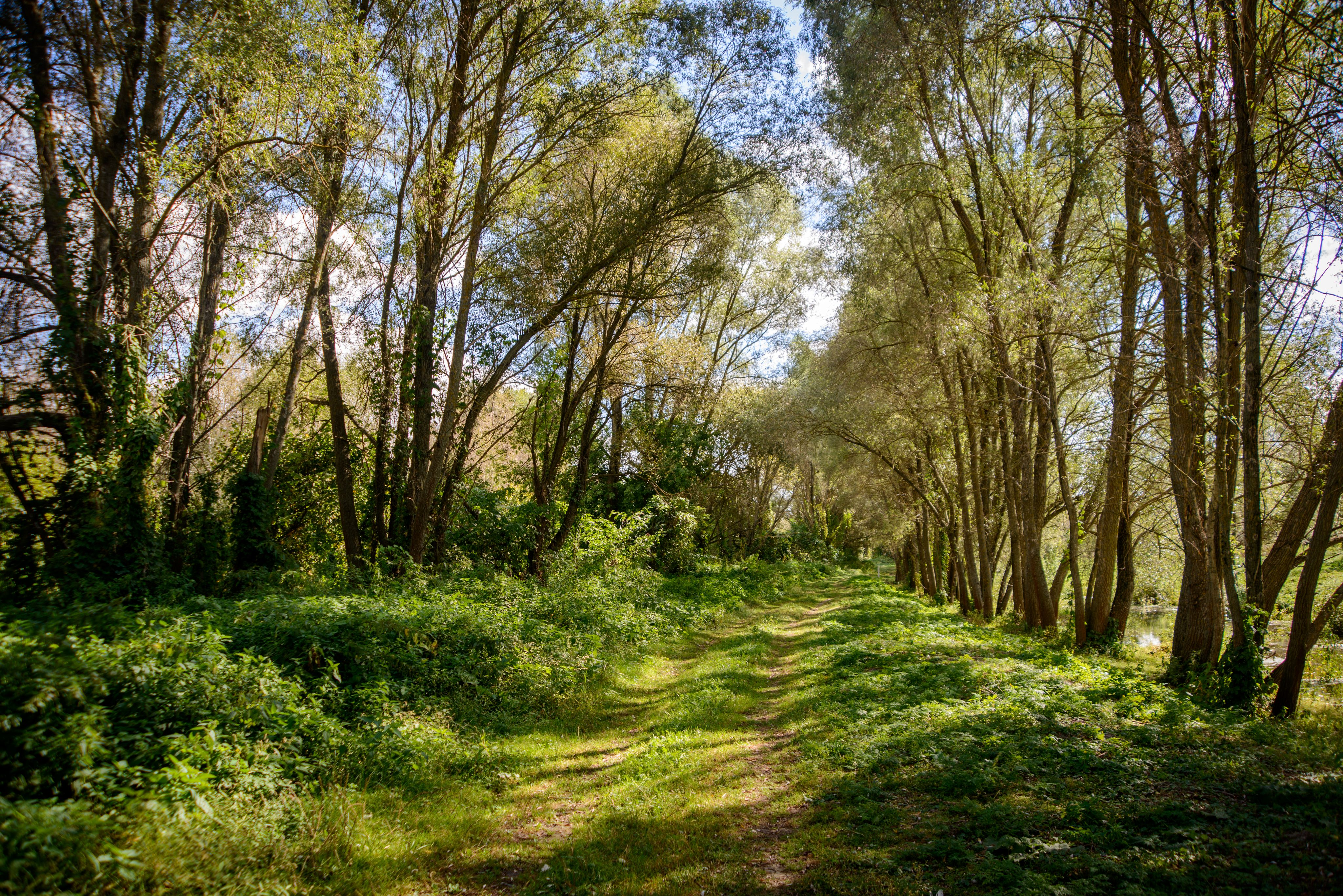
Біля с. Сасинівка
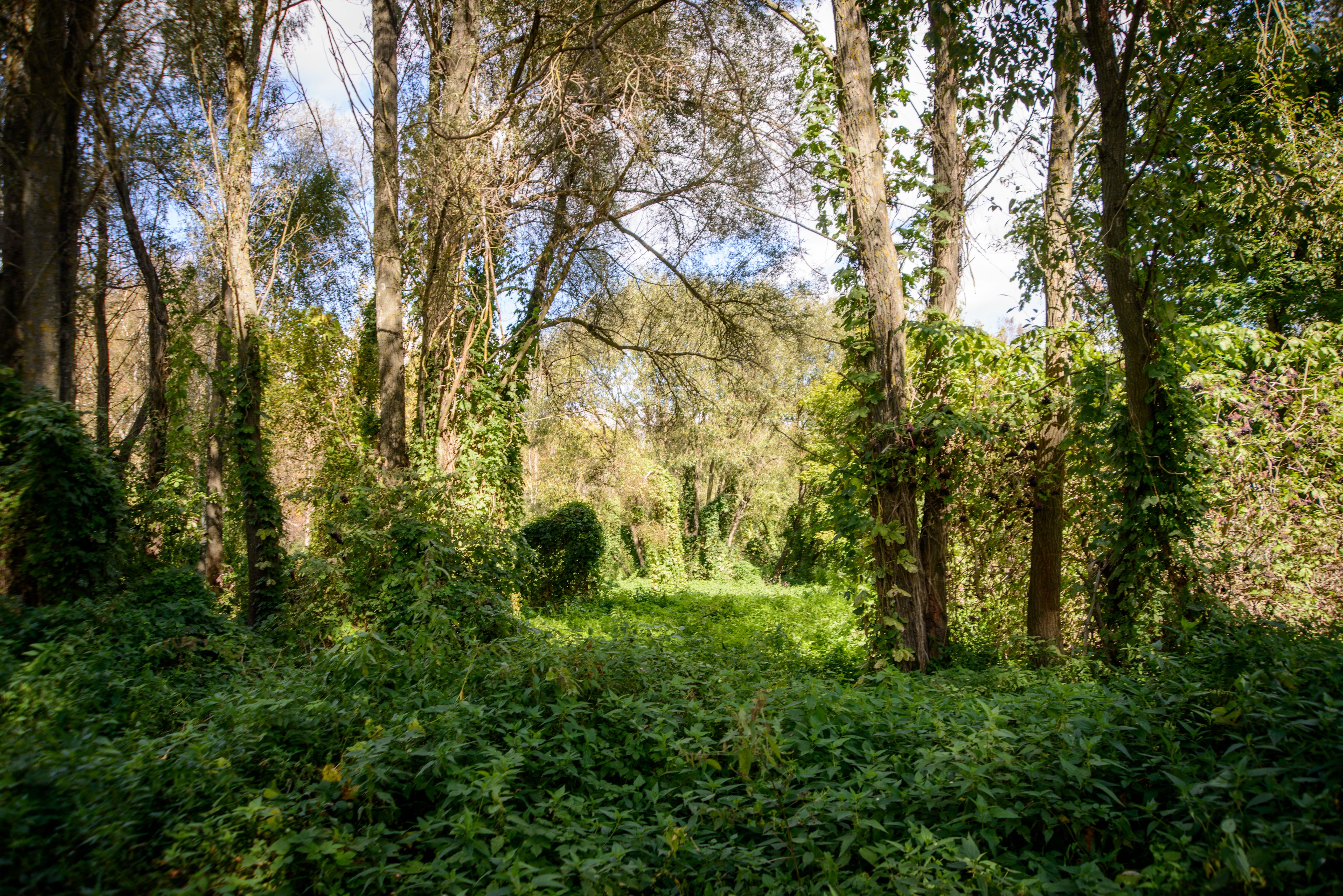
Біля с. Сасинівка
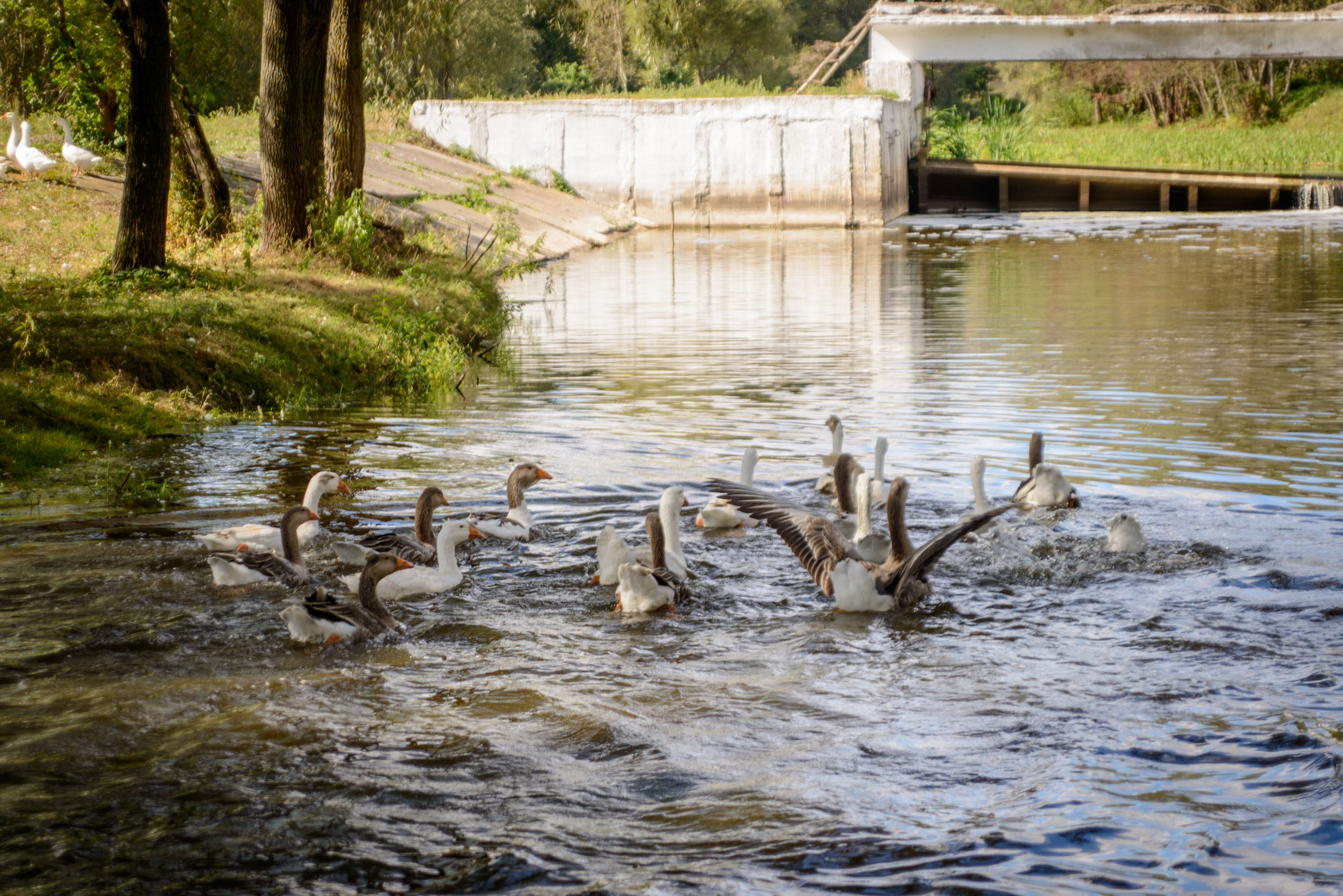
Біля с. Сасинівка
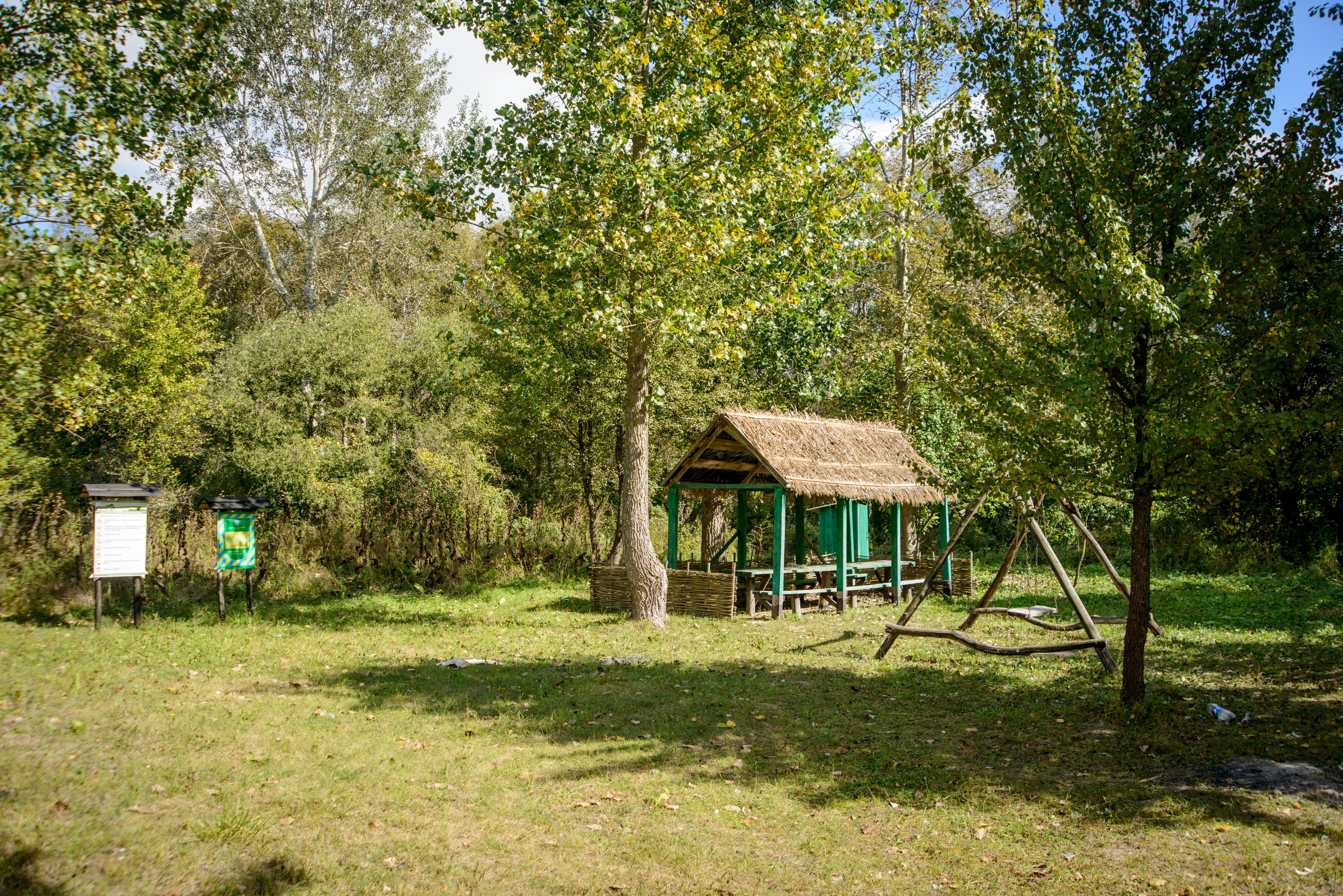
Біля с. Сасинівка
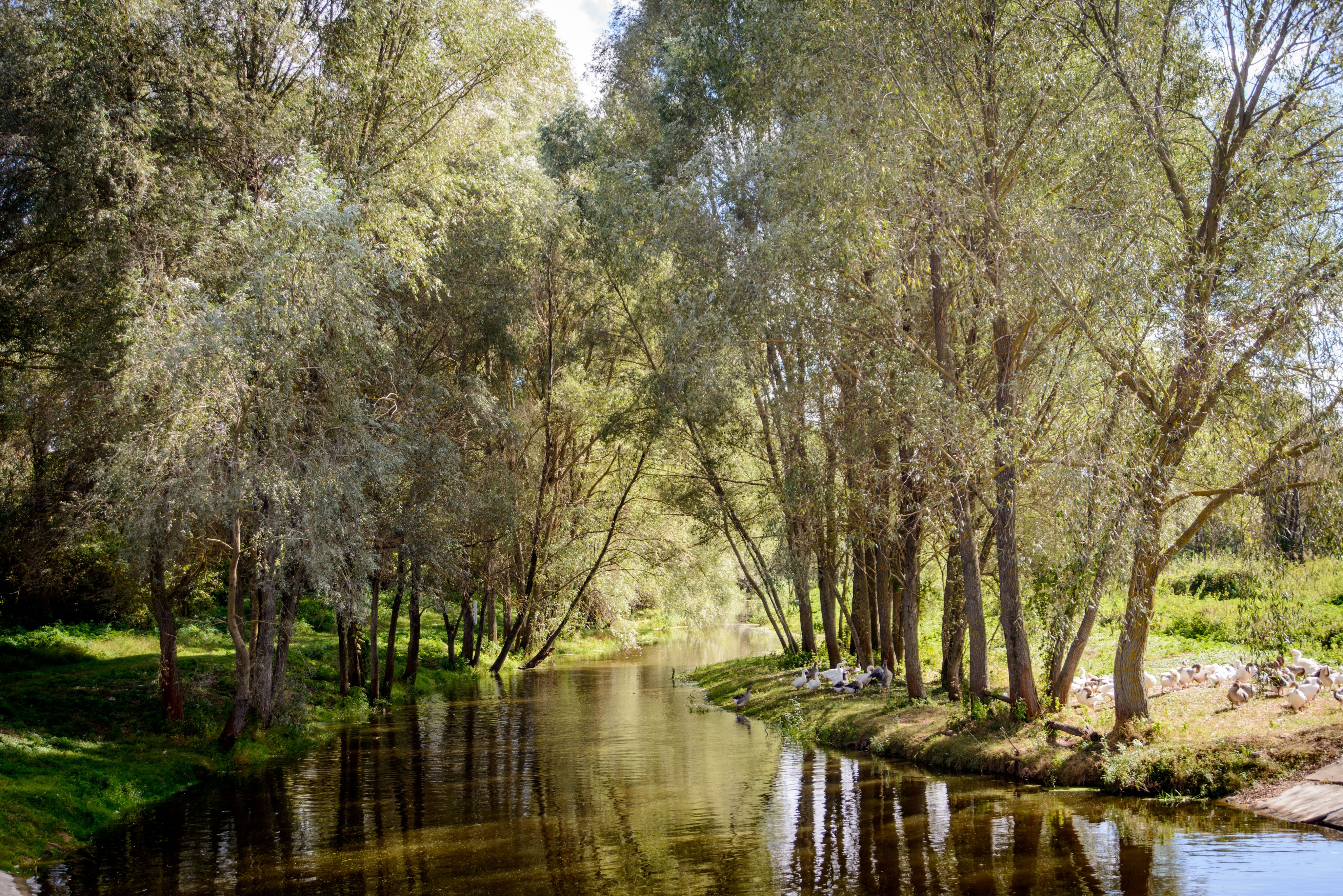
Біля с. Сасинівка